# فرنسيس جوزيف دورمير
فرنسيس جوزيف دورمير (بالإنجليزية: Francis Joseph Dormer)‏ هو رئيس تحرير صحيفة جنوب أفريقي، ولد في 1854، وتوفي في 31 نوفمبر 1928.